# Waldshut-Tiengen
Waldshut-Tiengen – miasto w Niemczech, w kraju związkowym Badenia-Wirtembergia, w rejencji Fryburg, siedziba regionu Hochrhein-Bodensee, powiatu Waldshut, oraz wspólnoty administracyjnej Waldshut-Tiengen. Leży nad górnym Renem, na skraju południowego Schwarzwaldu, przy granicy ze Szwajcarią.

## Dzielnice
Miasto dzieli się na dziesięć dzielnic: Aichen-Gutenburg, Breitenfeld, Detzeln, Eschbach, Gaiß-Waldkirch, Gurtweil, Indlekofen, Krenkingen, Oberalpfen, Schmitzingen.

## Historia

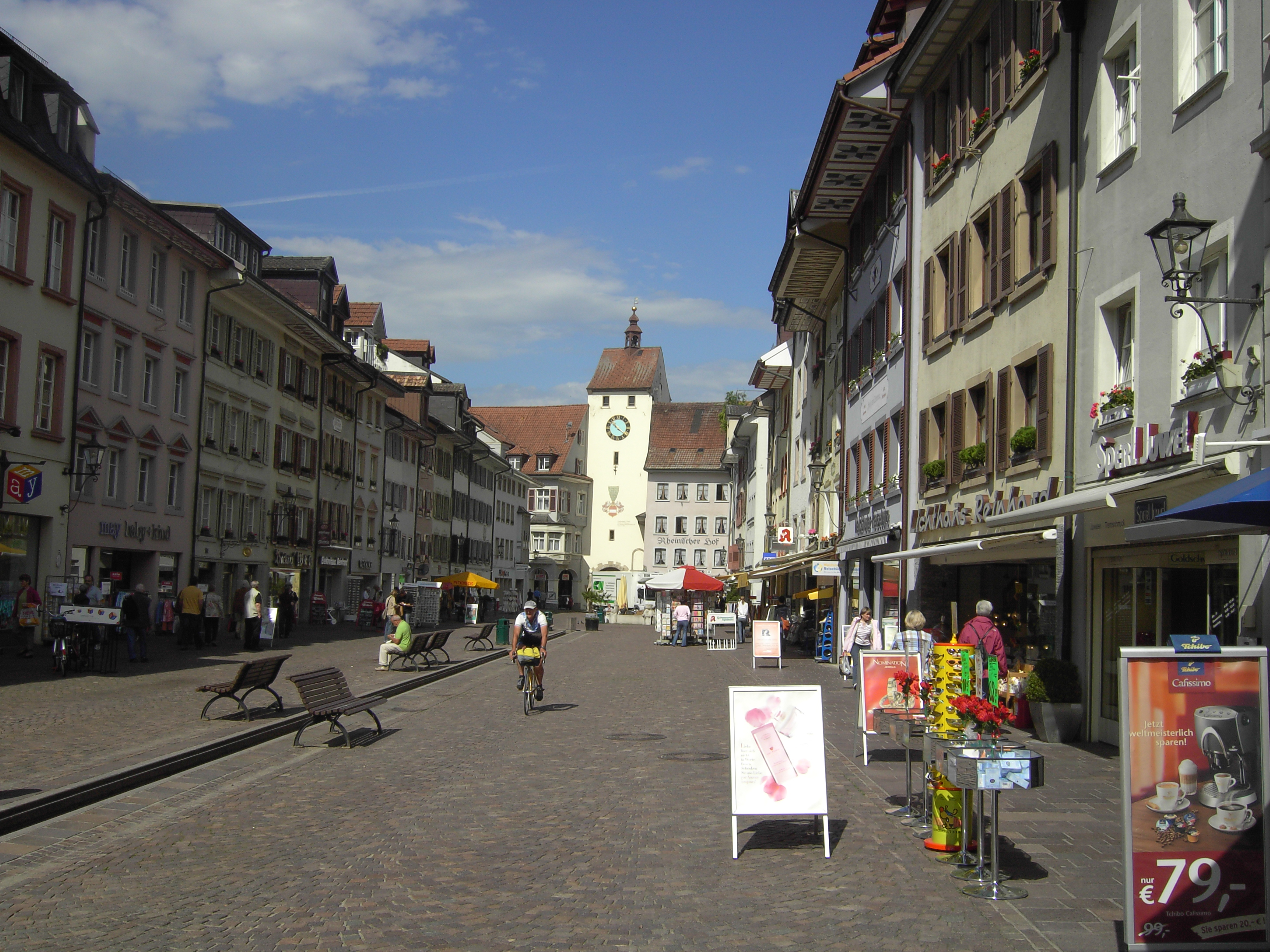
Stare Miasto

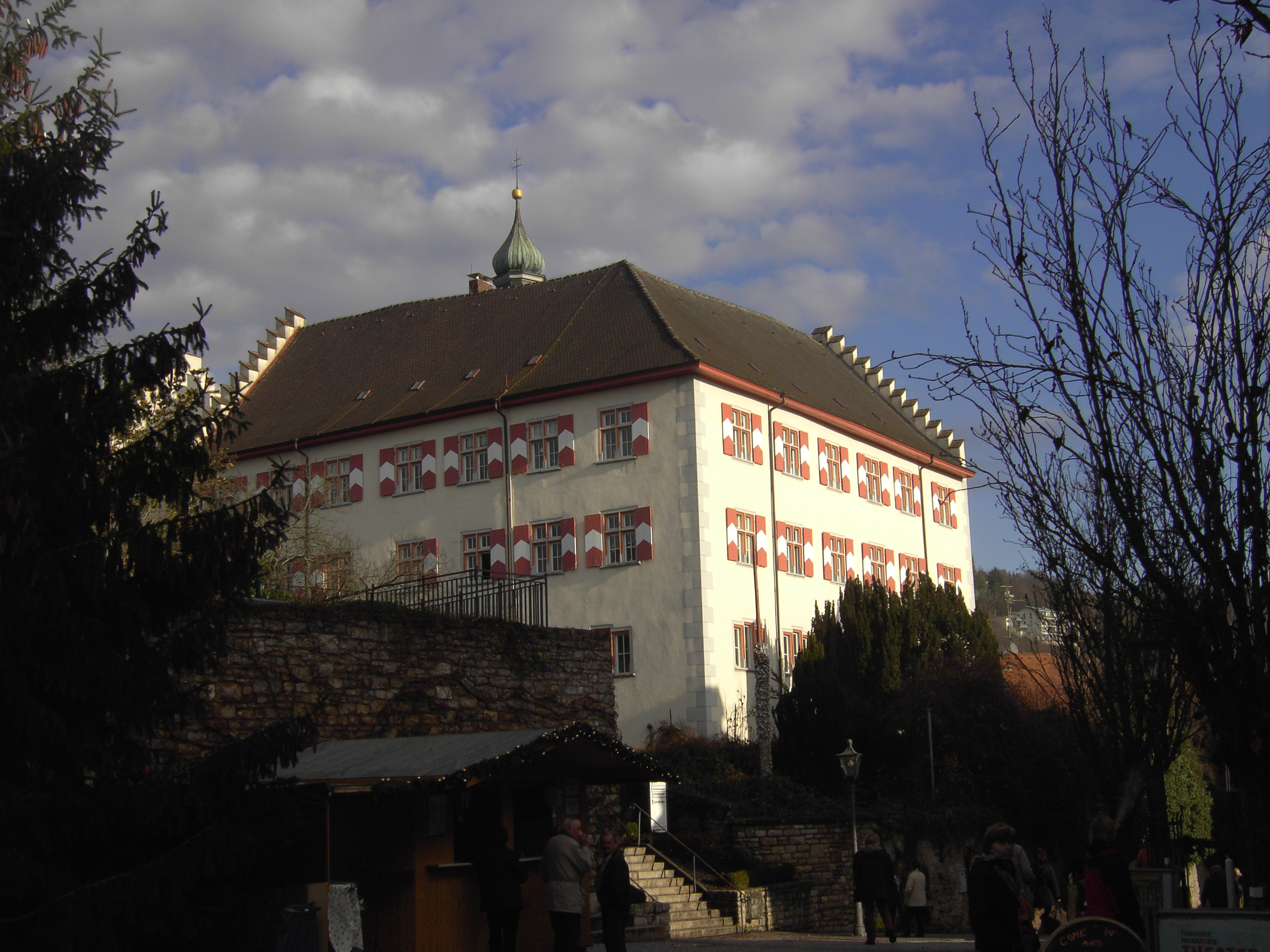
Zamek Tiengen

W czasie wojny waldshuckiej (Waldshuter Krieg) w 1468 r. Tiengen zostało zajęte przez Szwajcarów, a Waldshut było oblegane i częściowo zniszczone.
Waldshut-Tiengen powstało 1 stycznia 1975 przez połączenie samodzielnych wcześniej miast Waldshut i Tiengen oraz gminy Gurtweil.
Gminy Eschbach, Indlekofen, Oberalpfen i Waldkirch zostały przyłączone do miasta Waldshut 1 lipca 1971 r., a gminy Schmitzingen, Breitenfeld i Detzeln – do miasta Tiengen 1 stycznia 1971, później przyłączono także gminy Aichen i Krenkingen 1 lipca 1974.

## Osoby związane z miastem
- Baltazar Hubmaier (1485–1528), znany anabaptysta, wcześniej katolicki proboszcz w Waldshut, później założyciel miejscowej wspólnoty anabaptystów. Zginął spalony na stosie w Wiedniu jako heretyk.
- Maximilian Nepomuk Mutzke (ur. 21 maja 1981 w Krenkingen) niemiecki piosenkarz. Reprezentując Niemcy na Konkursie Piosenki Eurowizji w 2004 r. zajął 8. miejsce.

## Komunikacja
Miasto leży przy linii kolejowej Hochrheinbahn między Bazyleą a Szafuzą a jego dworzec stanowi ważny węzeł kolejowy. Kolejowe przejście graniczne do Koblenz jest najstarszym przejściem tego typu między Niemcami a Szwajcarią. Kończą tu swój bieg kolej w dolinie Wutach (Wutachtalbahn) oraz droga krajowa B500 przecinająca Schwarzwald. Miasto należy do unii taryfowej Waldshut (Waldshuter Tarifverbund).

## Sport
W Waldshut-Tiengen funkcjonują trzy kluby piłkarskie. Są to: VfB Waldshut, ESV Waldshut i FC Tiengen. Najbardziej utytułowanym klubem jest FC Tiengen. Wszystkie trzy kluby należą do Południowobadeńskiego Związku Piłkarskiego (SBFV). Ponadto istnieją kluby narciarskie, tenisowe, lekkoatletyczne, pływackie i wioślarskie. Wszystkie kluby odnoszą regularne sukcesy na arenie regionalnej.

## Współpraca
Miejscowości partnerskie:
- Blois, od 30 czerwca 1963
- Lewes, od 1973

## Infrastruktura
W północnej części Tiengen znajduje się od 1930 r. duża stacja transformatorowa dla 380 kV/220 kV/110 kV należąca do RWE. Kończy się tam biegnąca z Herbertingen zachodnia gałąź linii przesyłowej północ-południe.